# ピアノ協奏曲 (弾厚作)
ピアノ協奏曲第1番ニ短調K-213「父に捧げるピアノコンチェルト」は、弾厚作（加山雄三）が作曲した唯一のピアノ協奏曲である。

## 作曲の経緯
弾厚作こと加山雄三は幼少の頃に、父親上原謙のためにピアノコンチェルトを書くことを約束をしていた。
まず第1楽章が1970年に完成され、その後2、3楽章が1985年に完成した。なお、加山は管弦楽法を学ぶため、アレンジャーの森岡賢一郎の協力を得ている。全曲初演は上原の喜寿の誕生日である1985年11月7日、帝国ホテルにて行われた。

## 曲の構成
上原が喜寿を迎えるまでの人生を描いている。クラシック音楽、とりわけモーツァルトやベートーヴェン、ショパン、ガーシュウィンのほか、ラフマニノフやハチャトゥリアンといったロシアの作曲家を好んで聴いていたという上原を意識して、それぞれの作曲家の作風が反映されている。

### 第1楽章
上原の青年期を表している。ハチャトゥリアンとラフマニノフを意識した序奏。全体的に躍動感と哀愁が混ざり合っている。山本直純のテレビ番組『オーケストラがやってきた』で、羽田健太郎（pf）と新日本フィルハーモニー交響楽団の演奏、作曲者および上原の立ち会いの元で第1楽章が放映された。

### 第2楽章
上原の妻、小桜葉子の死去による心の悲しみ。

### 第3楽章
ロンド風楽章。妻の死から大林雅美との再婚、子ども（加山の異母弟）の誕生への喜びと躍動。

## 備考
ポピュラーの歌手・作曲家が作曲した協奏曲としては非常に稀な例であるが、加山の曲としてこの曲が語られることは全くといっていいほど無い。羽田健太郎のピアノ、森岡賢一郎指揮、N響団友オーケストラによる録音（ファンハウス FHCF-1118）も存在する。